# 이용의
이용의(李溶儀, 1874년 양력 10월 29일 ~ ?)는 대한제국의 관료이며, 일제강점기 초기의 법조인이다.

## 생애
전주 집안에서 한성부에서 출생했다. 양반 가문에서 태어나 어릴 때부터 한학을 수학하였고, 1901년에 판임관 6등의 법부 주사가 되면서 관계에 들어섰다.
같은 해 평리원 주사로 발령받아 대한제국 시기 동안 법률 전문 관리로 일하기 시작하였다. 평리원에서 계속 근무하면서 1906년에 품계 6품까지 올랐다.
1910년에 한일 병합 조약이 체결되고, 이용의는 조선총독부 소속으로 이동하였다. 황해도의 송화구재판소 판사로 발령을 받아 근무했으며, 1912년에 일본 정부로부터 한국병합기념장을 수여 받았다.
이후 평양지방법원 초산지청과 신의주지청에서 판사를 지냈다. 각각 현재의 자강도 초산군과 평안북도 신의주시에 있던 사법 기관이다. 평양지법 신의주지청 판사이던 1914년을 기준으로 종7위에 서위되어 있었다.
2008년 민족문제연구소가 발표한 친일인명사전 수록예정자 명단 사법 부문에 선정되었다.

## 참고자료
- 이용의(李溶儀) - 국사편찬위원회